# Amenemhet VI
Xem Amenemhat, đối với những người có cùng tên gọi này.
Seankhibre Ameny Antef Amenemhet VI là một vị pharaon Ai Cập thuộc giai đoạn đầu vương triều thứ 13, ông đã cai trị vào nửa đầu thế kỷ thứ 18 TCN trong một thời kỳ được nhắc đến như là giai đoạn cuối thời kỳ Trung Vương quốc hoặc đầu Thời kỳ Chuyển tiếp thứ Hai, tùy thuộc vào học giả. Amenemhat VI chắc chắn đã có được một triều đại ngắn ngủi, ước tính khoảng 3 năm hoặc ngắn hơn. Ông được chứng thực thông qua một vài hiện vật đương thời và được ghi lại trên hai bản danh sách vua khác nhau. Ông có thể thuộc về một gia tộc pharaon lớn hơn bao gồm Amenemhat V, Ameny Qemau, Hotepibre Qemau Siharnedjheritef và Iufni.

## Chứng thực

### Lịch sử
Amenemhat VI được ghi lại trên cuộn giấy cói Turin, một bản danh sách vua được biên soạn vào đầu thời đại Ramesses và giữ vai trò như là nguồn lịch sử chính liên quan đến Thời kỳ Chuyển tiếp thứ Hai. Trong lần đọc gần đây nhất đối với cuộn giấy cói này bởi nhà Ai Cập học người Đan Mạch Kim Ryholt, Amenemhat VI xuất hiện ở cột thứ 7, hàng thứ 10 dưới tên prenomen của ông Seankhibre. Điều này tương ứng với cột thứ 6, hàng thứ 10 theo cách giải thích bản danh sách vua Turin của Alan Gardiner và Jürgen von Beckerath.
Amenemhat VI cũng được đề cập tới trong bản danh sách vua Karnak, mục 37.

### Khảo cổ học
Amenemhat VI được chứng thực bởi một vài hiện vật cùng thời. Chúng bao gồm hai con dấu trụ lăn từ el-Mahamid el-Qibli ở Thượng Ai Cập, một trong số đó được hiến dâng cho "Sobek Chúa tể của Semenu". Một bàn dâng lễ vật có mang đồ hình của Amenemhat VI được phát hiện tại Karnak và ngày nay nằm tại bảo tàng Ai Cập, CG 23040. Một tấm bia đá từ Abydos đề cập một vị quan, Seankhibre-Seneb-Senebefeni, hiến dâng cho Seankhibre Amenemhat. Một dầm đầu cột đến từ một ngôi mộ tư nhân thuộc khu nghĩa trang của Heliopolis mang tên của Seankhibre bên trong một đồ hình Tuy nhiên, nghiên cứu gần đây cho biết rằng công trình kỉ niệm này thuộc về một vị vua khác, Seankhibtawy Seankhibra.

## Biên niên sử

### Vị trí tương đối
Vị trí tương đối trong biên niên sử của Amenemhat VI được chắc chắn nhờ vào cuộc giấy cói Turin. Vị tiên vương của ông là một pharaon ít được biết đến tên là Iufni và người kế vị của ông cũng là một vị vua vô danh, Semenkare Nebnuni.

### Vị trí chính xác và niên đại
Vị trí chính xác trong biên niên sử của Amenemhat VI lại ít chắc chắn hơn do sự không rõ ràng ảnh hưởng đến các vị vua của vương triều này. Theo như Kim Ryholt và Darrell Baker, ông là vị vua thứ 8 của vương triều này, trong khi Thomas Schneider, Detlef Franke và von Beckerath lại xem ông như vị vua thứ 7.
Độ dài triều đại của Amenemhat đã bị mất do tình trạng bảo quản kém của cuộn giấy cói Turin và chỉ còn số ngày có thể đọc được là [...] và 23 ngày. Tuy nhiên Ryholt ấn định cho ông một triều đại ngắn kéo dài 3 năm từ năm 1788–1785 TCN.

## Phạm vi cai trị
Người ta không rõ liệu rằng Amenemhat VI có cai trị toàn bộ Ai Cập hay không. Ông có thể đã kiểm soát toàn bộ Hạ Nubia, vốn đã bị chinh phục bởi vương triều thứ 12 và sẽ không bị từ bỏ trước ít nhất 60 sau đó. Sự kiểm soát của ông đối với Hạ Ai Cập hiện đang được tranh luận. Ryholt tin rằng vương triều thứ 14 gốc Canaan đã tồn tại vào thời điểm đó, thiết lập nên một vương quốc độc lập mà đã kiểm soát ít nhất là khu vực miền đông châu thổ sông Nile. Trong khi sự giải thích này được chấp thuận bởi một số học giả— trong số đó có Gae Callender, Janine Bourriau và Darrell Baker, nó lại bị bác bỏ bởi những người khác bao gồm Manfred Bietak, Daphna Ben-Tor và James cùng Susan Allen, họ cho rằng vương triều thứ 14 không thể tồn tại trước thời trị vì của vị vua Sobekhotep IV.

## Gia đình
Nhà Ai Cập học Kim Ryholt đề xuất rằng Amenemhat VI là một thành viên của một hoàng tộc lớn hơn bao gồm các vị pharaon Sekhemkare Amenemhat V, Ameny Qemau, Hotepibre Qemau Siharnedjheritef và Iufni. Kết luận này được dựa trên các tên kép được mang bởi các vị pharaon trên, mà ông ta tin là tên nomen dòng dõi, nghĩa là tên gọi nhắc đến cha mẹ của một người. Do đó Ameny trong Ameny Qemau sẽ cho biết rằng ông là một người con trai của Amenemhat V, tiếp đó được kế vị bởi người con trai của ông ta là Hotepibre Qemau Siharnedjheritef như được chỉ ra bởi từ Qemau trong tên của vị vua này. Tương tự như vậy "Ameny Antef Amenemhat (VI)" sẽ là một tên gọi bộ ba có nghĩa là "Amenemhat, con trai của Antef, con trai của Ameny" có thể bởi vì cha của ông chắc chắn là một "người con trai của đức vua Antef" được chứng thực trên các con dấu hình bọ hung, chúng có niên đại được xác định dựa trên nền tảng phong cách thuộc về vương triều thứ 13 và bản thân người này sẽ là một con trai của vua Amenemhat V. Vị tiên vương Iufni của Amenemhat VI cũng sẽ là một phần của gia tộc này mặc dù mối quan hệ rõ ràng của ông ta với các thành viên khác không thể được giải quyết do sự thiếu vắng các tài liệu có niên đại thuộc về triều đại vô cùng ngắn ngủi của ông ta.
Chỉ không đầy 10 năm sau triều đại của Amenemhat VI, một vị vua có tên là Renseneb Amenemhat đã lên ngôi. Theo cùng một lôgic, ông ta sẽ là một người con của một vị vua Amenemhat, người có thể là Amenemhat VI hoặc một trong số những vị vua xen giữa. Sự giải thích của Ryholt không được thừa nhận bởi một số nhà Ai Cập học vì nó dựa trên giả thuyết chưa được chứng minh rằng các tên kép nhất thiết phải là tên nomen dòng dõi.